# Babel (film 1999)
Babel – francusko-kanadyjski film fabularny z 1999 roku w reżyserii Gérarda Pullicino. Zdjęcia kręcono w Montrealu.

## Obsada
- Garry Robbins jako Wasco
- Mitchell David Rothpan jako David Carat
- Hassam Hamedani jako Kazam
- Maria de Medeiros jako Alice
- Michel Jonasz jako Patrick Carat
- Bronwen Booth jako Mathilde
- Maggie Castle jako Amanda
- Sheena Larkin jako Pani Karlov
- Maxim Roy jako Fanny Carat